# Sacanta
Sacanta es una localidad argentina situada en el departamento San Justo, provincia de Córdoba.
Sacanta está ubicada sobre la Ruta Provincial n.º 13 en el Departamento San Justo, Provincia de Córdoba, en la intersección del paralelo de 31°40′ de latitud Sur y el meridiano de 63°3′ de longitud oeste.
Está asentada sobre la llanura de la Pampa Cordobesa, a una altitud de 166 m sobre el nivel del mar. El suelo es un recurso de primer orden, apto para la producción agropecuaria.

## Clima
Se caracteriza por tener un clima templado subhúmedo y es afectada por los vientos provenientes de los anticiclones del Atlántico Sur y Pacífico Sur (Sudestada, Pampero y Norte).
Las precipitaciones coinciden con el verano y la estación intermedia. Zona limítrofe de las isohietas anuales de 1000 a 900 mm, que la ubican dentro de la zona de la Pampa Húmeda.
Tipos de lluvias: ciclónicas de frente cálido.
Lluvia promedio:
- Verano: 750 mm (octubre a marzo)
- Invierno: 180 mm (abril a septiembre)
Temperatura media: - verano: 28 °C
- Invierno: 10 °C
Humedad promedio: 35 %
Descripción física y topográfica
Está emplazada sobre la típica llanura de la zona, no existiendo en las cercanías cursos de agua permanente; el más próximo se encuentra a 30 km. hacia el norte, en la ciudad de Arroyito, y es el Río Xanaes o Río Segundo.
Las pendientes naturales de Sacanta y toda la Región son uniformes y del orden del 2 por mil.

## Historia
La localidad de Sacanta surge como consecuencia del paso del ferrocarril, el 19 de septiembre de 1908, se autoriza a la Compañía del Ferrocarril Argentino a construir el ramal que comunicaba Villa del Rosario-Las Rosas, entre dichas localidades se erige SACANTA.
En septiembre de 1910 se venden los primeros terrenos en el lote 19, propiedad de Miguel Ferrero, quien había encargado trazar un plano por el Ing. John Miller.
Estos terrenos son comprados por Pedro Lueje, Matías Piatti y Hno., Avedano Hnos., Juan Teggi, Miguel Caula, Miguel Revello, Carlos y Pascual Ulla, Felipe Romano y María Avedano, Francisco Boetto y Juan Testa.
De inmediato comienzan las edificaciones, la primera construcción perteneció al Sr. Andrea Duretti, la última semana de septiembre y ya en octubre estaba habitada.
Le siguieron la de la Flia. Sibona, la de Pedro Lueje y la de Conrado Avedano.
Otra de las familias pioneras fue la de Francisco Crosetti, que se afincaron en el lote 20, propiedad de su hijo José.
En el año 1960, al celebrarse el Cincuentenario de la fundación de Sacanta, se conforma una comisión para designar una fecha y al no tener datos sobre la misma, ya que el pueblo surge por un hecho accidental, se decidió tomar el día 29 de septiembre en honor a San Miguel Arcángel.

### Ferrocarril Central Argentino. Estación Sacanta
De acuerdo a la Ley Nacional 5.597, del 19 de septiembre de 1908, se autoriza a la Compañía del Ferrocarril Argentino a construir el ramal que comunicaba Villa del Rosario, Provincia de Córdoba, con Las Rosas, Provincia de Santa Fe, expropiando los terrenos particulares para la construcción de dicha obra. Conjuntamente se debía colocar la línea telegráfica, que sería explotada por el Gobierno.
Se encarga la construcción de la línea férrea al Ingeniero John Miller. Don Miguel Ferrero (Fundador del pueblo), propietario del lote 19 de la Colonia General Deheza, contrata a Miller por la suma de $1000 m/n para que realice el primer loteo de su propiedad, percibiendo los beneficios que traería aparejada la creación de un pueblo en sus tierras.
Miller, en agosto de 1910, procede a amojonar 4 hectáreas divididas en 10 lotes, y planta un mojón maestro para que luego se pudieran trazar las demás manzanas. Después, Miller envió el plano con las tres hileras de manzanas de la parte correspondiente al Barrio San Miguel, loteándose en el año 1966 la última hilera.
Finalizando el año 1910 llegan los materiales para la con- strucción de los edificios destinados a la Estación de Trenes; según testigos de aquella época, se construía aproximadamente 1 kilómetro de terraplén por día.
En la orden n.º 51 del Ferrocarril Central Argentino del 30 de abril de 1911, se cita que la estación km 49, que figura en horarios e itinerarios a regir desde el 1 de mayo, no será librada aún al servicio público.
En la orden n.º 53 del 14 de mayo de 1911 se informa al personal que ha sido librada al público, desde el 10 de mayo, la nueva estación km 49 del ramal Villa del Rosario a Las Rosas. No existen acta de fundación ni documentos escritos de esa época en los archivos.
En el aviso n.º 45 del Ferrocarril Central Argentino de mayo de 1911, el Señor C. H. Pearson, gerente de los ferrocarriles, comunica que la estación km 49, por resolución del superior Gobierno de la Nación, se denominará: "Sacanta".
Había muchos obreros que trabajaban para construir las vías, los andenes. Todo se hacía a mano; con palas construían el "balasto", que era el montículo de tierra que se levantaba para después colocar los durmientes y las vías, y también se utilizaba una "pala buey" (herramienta similar a dos palas juntas tiradas por caballo).
El tren pasaba dos veces por día, iba a Córdoba y volvía; aproximadamente por Sacanta a las 6:30 y llegaba a Córdoba a las 9:30 aproximadamente. Volvía por la noche. El paso era todo un acontecimiento, ya que se congregaba un montón de vecinos para verlo. El tren traía diarios, revistas y la correspondencia.

### Etapa De Urbanización
Teniendo el plano, don Miguel Ferrero vende los primeros lotes en septiembre de 1910 a Pedro Lueje, Matías Piatti y Hermano, Avedano Hermanos, Juan Teggi, Miguel Caula y Miguel Revello, Carlos y Pascual Ulla, Felipe Romano y María Avedano, Francisco Boetto y Juan Testa.
De inmediato, aun antes de ser escriturados algunos terrenos, se comenzó a edificar.
Es así que las personas consultadas sobre cuál fue la primera casa edificada, en casi su totalidad concuerdan que es la que perteneció al Señor Andrea Duretti.
Por los testimonio de los Señores José y Pedro Ferrero, hijos de Don Miguel Ferrero, surge claramente que la casa de Duretti fue edificada por orden de Conrado Avedano, iniciándose la construcción en la última semana de septiembre de 1910; los hermanos José, Mateo, Pedro y Juan Ferrero fueron quienes trasladaron los ladrillos de Colonia General Deheza hasta Sacanta y, posiblemente, casi con seguridad, según afirman algunos vecinos, ya en octubre (asombra la rapidez) era habitada por Don Antonio Distefano.
Las siguientes construcciones fueron las de Sibona (donde posteriormente funcionó el corralón de la casa Sánchez), Pedro Lueje (donde funcionó la casa central de Sánchez Hermanos), ambas en el barrio sur; y la de Conrado Avedano, al norte del Ferrocarril (en la que luego funcionará el cine). Todas estas casas datan del año 1911, según consta en acta de comisión designada para informar sobre la probable fecha de fundación de Sacanta, 20 de febrero de 1960.
Queda demostrado que la fundación de este pueblo fue un hecho accidental, ya que surgió como consecuencia del paso del ferrocarril.
El señor Conrado Avedano y su señora levantaron su fonda (bar) en la esquina del ferrocarril, ya pocos metros se ubicaba la estafeta postal que atendía la correspondencia traída por el tren. La primera panadería perteneció a Doña Filomena Visconti, y otra a la Familia Spesso.El primer negocio de ramos generales fue fundado por los Señores Monguzzi y Gallo. La primera far- macia la estableció la familia Ñañez Dávila; doña Carmela Zago, la partera; el Turco Flores y su surtidor de nafta. Don Manuel Zagalez y su hotel frente a las vías; llegaron los Abba, los Giachero, Bergero, Auferil, Raimunda y sus familias.
En 1928 se fundó el negocio de Sánchez Hnos., Ramos Generales, con surtidores de nafta, pero antes tuvieron combustible José Boetto y Cía., Estévez y Cía., Beltramone y Vagliengo; con posterioridad, Mauro y Máspolli. Fábrica de soda de Albino Picat. Otro de los primeros comercios fue la Casa Huerta (el edificio existe en la actualidad).
Uno de los primeros fotógrafos fue Don Martelli.
Al fallecer Don Miguel Ferrero, su esposa Juana Dall ' Ágata tenía una casa de alto (dos pisos) que la usaba para alquilar piezas (inquilinato), en el lugar aproximado donde se encuentra la Casa Huerta; una tormenta fuerte le arrancó el techo (según testimonio de Clara Ferrero) y posteriormente la demolieron.
El alambrado del campo se iba corriendo a medida que se vendían los lotes.
Según consta en el diario "Los Principios" del 8 de abril de 1930: "... después de un día sofocante de calor, llegó la noche produciendo sensación de pesadez y malestar que precede a las grandes tormentas, debido sin duda a la enorme presión atmosférica.
En efecto, entre las 9 y las 10 de la noche se desencadenó un huracán de terrible potencia, cuya mayor intensidad no duró más de dos minutos; sin embargo fue suficiente para ocasionar grandes destrozos en la población, sin tener que lamentar ninguna muerte, aunque sí algunos heridos.
Entre los destrozos, se cuentan los galpones para cereales de la Estación del Ferrocarril, de los cuales uno voló casi íntegro; la plataforma de la estación totalmente arrasada al igual que el galpón de cargas; una casa de inquilinatos de dos pisos ha sido completamente destruida, salvándose solo, de la planta baja, el local donde se halla la cigarrería del Sr. Basilio Huerta. Se regis- tran también destrozos en el café del Sr. Andrea Duretti, en el negocio de ramos generales de los señores Torres y Bertole, donde forzando una de las persianas penetró el viento levantan- do el techo de uno de los depósitos, y la casa del señor Tomás Varas quedó destruida por completo.
Aunque en menor cuantía, han sido dañados los negocios de Gómez, Estévez y Ulla, como también varias casas de familia.
Los molinos del pueblo han caído casi todos.
Para dar una idea de la potencia del mismo, debe considerarse que tirantes de la cabreada de un galpón se encontraban enterrados en las calles o sobre los techos de casas que estos mismos destrozaron y que se hallaban a casi 50 m de distancia. Las chapas de zinc podían verse enroscadas en los árboles y algunas como a diez cuadras.
Apenas ocurrido el desastre se lanzaron a las calles el comisario Sr. Silvestre y el oficial Facundo Ferreira, ofreciendo una eficaz ayuda a los damnificados. Los heridos fueron atendidos por el Dr. Aníbal Sánchez de Bustamante y el farmacéutico Sr. Senestrari.
Es digno de hacer notar que el Jefe de Estación, Sr. Peñaflor, cumpliendo con su deber evitó que numerosos vagones que estaban en la planchada fueran arrastrados por el viento."

### Etapa de Crecimiento e Institucionalización

#### Escuela Provincial ltuzaingó
En los comienzos del pueblo, los conocimientos eran dictados por maestros particulares que enseñaban en casas de familias. Entre los primeros maestros se pueden citar la señorita Juana Corvalán, el señor Jorge Musquet y el señor Finochio.
En 1913, por iniciativa de un grupo de vecinos, se con- struyeron dos aulas y una cocina en un terreno donado por el señor José Crosetti, donde actualmente funciona el Instituto Secundario Manuel Belgrano.

El 30 de abril de 1914 la escuela es reconocida por el Gobierno de la Provincia.

En sus orígenes se lo llamaba Colegio San José en honor a quien donara el terreno.

En el año 1927 esta escuela debió trasladarse, para instalar en este lugar un colegio primario nacional. Es por ello que la escuela se traslada a la propiedad del señor Mario Spesso; en ese mismo año, la señora Juana Dall'Agata de Ferrero dona un lote para la construcción del edificio escolar, frente a la actual Plaza San Martín.

La primera directora del establecimiento fue la señorita Amalia Toledo.

Cabe destacar que durante las primeras décadas y por muchos años funcionó la Escuela Particular Mariano Moreno
siendo sus docentes el Sr. Segundo Carballo y su esposa la Sra. Irene Perelda.

#### Juzgado de Paz
El 22 de agosto de 1913, de acuerdo a la Legislación Provincial n.º 2275, fue creado el Juzgado de Paz, instalado en el pueblo de Sacanta, teniendo jurisdicción sobre Colonia General Deheza y San Agustín.
Cementerio

Las primeras sepulturas de Colonia General Deheza y de Sacanta se hicieron en el Cementerio de San Agustín.
En la localidad, en un terreno donado por la Señora Manuela Taborda de Ferreira, se inaugura el Cementerio de Sacanta en el año 1917.

De Clara Ferrero, hija de Miguel Ferrero, fundador del pueblo, fue la primera sepultura.

#### Servicio de electricidad. Cooperativa de Servicios Públicos
La primera usina eléctrica la estableció el Sr. Smeriglio en 1923.
En el año 1927, el Sr. Alfredo Peretti, con autorización del Gobierno de la Provincia, instala una usina electrógena.
Con posterioridad, la energía la proveía la usina del Sr. José Boetto, funcionando doce horas al día.

En 1957, esta usina fue adquirida por la Cooperativa de Electricidad de Sacanta. Es a partir de este momento que la provisión de electricidad se proporciona durante las 24 horas del día, como primer e importante paso para, en años posteriores, realizar la interconexión al sistema eléctrico provincial de EPEC.

También en 1969 comienza a proveer de agua potable a todos los domicilios. Se incorporaron, además, servicios sociales, elec- trificación rural, televisión por cable, etc.

#### Registro Civil
En el año 1925 se creó el Registro Civil en Sacanta; las anota- ciones anteriores a esta fecha se hacían en el Registro Civil de Arroyito. El primer jefe del Registro Civil fue José María San Martín.

#### Iglesia San Miguel Arcángel
Los católicos asistían, antes de la construcción de la Iglesia, a una Capilla ubicada en San Agustín. El 17 de febrero de 1925, el vicario del Obispado de Córdoba, José Luque, por solicitud de distintos párrocos de la zona ordena la construcción de una parroquia (réplica de una Iglesia de la zona de Piemonte, Italia).

El diseño estuvo a cargo del Arquitecto Ingeniero Ignacio Rodríguez y su ayudante Don Pinot Ferrero.

Mientras se activaba la construcción de la Iglesia, oficiaban su culto en una pequeña Capilla en San Agustín cuando venía el Misionero.

En las tardes de Misa y de Bautismo, con qué humildad improvisaban con maderas de albañil su altarcito cubierto con un simple mantel de mesa y un crucifijo, quizás prestado.
Se consagraba a Cristo en cáliz de metal, y un plato enlozado con dos botellitas de lociones hacía de vinagrera.

Tiempos sencillos y felices aquellos en los cuales la humildad y la fe eran reales y sin ostentación.

La misma fe que a aquellos inmigrantes les hizo atravesar el mar y desafiar el porvenir era la que ahora los sostenía en la fati- ga y en la destemplanza, en la tenacidad y la perseverancia. Guiados por la santa vocación de servicio de los misioneros, como el primer Párroco Carmelo García.
Fue el 19 de marzo, en honor a San José, y después el 29 de septiembre, en homenaje a San Miguel Arcángel, que se cele- braban las Fiestas Patronales.

#### Sportivo Club Sacanta
Fue fundado el 28 de julio de 1926; su primer presidente fue el Sr. Agustín López.
Como hecho trascendental cabe señalar que este club se inició con el nombre de Club de Tenis de Sacanta, y que era ésta la disciplina que se practicaba con mayor énfasis en la localidad.
En la primera acta que se labró, la Comisión Directiva invita al pueblo para conformar la Comisión de Fútbol, brindando un predio para la práctica de este deporte.

La cancha de fútbol inicial se ubicaba en lo que es hoy la plaza General San Martín.
Luego se construyen la pista de baile, dos canchas de tenis, canchas de bochas, y el 24 de agosto de 1963 se inaugura el actual salón de fiestas.

#### Escuela Nacional N° 284
El 24 de agosto de 1927 comenzó a funcionar este colegio debido a la demanda existente de niños en edad escolar.

Durante los primeros años el edificio se encontraba en malas condiciones, y en 1934 no se puede iniciar el ciclo lectivo por orden del intendente.
La comuna y una comisión de exalumnos deciden proceder a la recuperación del edificio. Este colegio funcionó hasta el año 1980, fusionándose luego con la escuela Provincial Ituzaingó. Fue su primer director el señor Augusto Gatica.

#### Plaza Central
El terreno fue donado por Juana Dall' Ágata. En sus orígenes tenía ligustrinas, pinos y siempreverdes.

#### Municipalidad de Sacanta
Se crea en el año 1930; se convoca a la formación del electorado municipal de Sacanta para la conformación del padrón el 15 de julio de 1930; se aprobó el padrón electoral y se convoca a elecciones para el 17 de agosto, resultando electo Don Juan Testa como primer Intendente Municipal de Sacanta.

#### Primeros médicos
Los primeros Médicos que integran la Junta Sanitaria Comunal son el Dr. Erasmo Ceballos Araya y el Dr. Aníbal Sánchez de Bustamante; esto fue en las décadas de 1930 y 1940.

#### Subcomisaría
Antes de la creación de la Municipalidad de Sacanta, la jefatura política era ejercida por un subcomisario. En el año 1936 fue inaugurado el edificio policial.

#### Correo
Cuando se comienza a formar el pueblo se crea una estafeta postal que recibía la correspondencia a través del Ferrocarril Central Argentino; los primeros jefes de estación son los Señores Pedro Gurgui y Domingo Campos.

En el año 1942 el correo se convierte en oficina mixta, incorporando el sistema de telégrafo (Sistema Morse) que funcionaba antiguamente en el ferrocarril. Es en ese año que se comien- za a distribuir la correspondencia a domicilio; el primer Jefe de Correo fue el Señor Legnani.

#### Plaza San Martin
Antes de su construcción, los habitantes utilizaban el lugar para jugar al fútbol. Fue la primera cancha de fútbol de la localidad.

En la década del '30 se construye la plaza; posteriormente, la rotonda central, que se utilizaba para que tocara la banda local, la cual era subvencionada por la municipalidad. Se hacían retretas los domingos por la tarde

#### Silos Subterraneos
Se construyeron entre los años 1942 y 1944, por encargo del Ministerio de Agricultura de la Nación para la Comisión Nacional de Granos y Elevadores, en la zona sureste del pueblo. Se usaron una sola vez; a medida que se iban llenando de trigo, se tapaban con una lona y luego se les hacía un montículo de tierra. A los dos años siguientes, en 1947, cuando el trigo se sacaba para llevar al puerto de Rosario estaba en perfecto estado de conservación.

El Sr. Lino Peralta explicó que los silos subterráneos se utilizaron como depósito de emergencia para salvar el problema que la Segunda Guerra Mundial le había ocasionado a la exportación.

En esa época, cuando prácticamente no existían depósitos a granel, había una cosecha casi entera que corría el peligro de deteriorarse porque estaba depositada una parte en galpones y otra en estibas de bolsas a la intemperie. La medida urgente fue la construcción de los silos subterráneos, que se hacían practi- cando una excavación y revistiendo las paredes y el piso con un material económico. Los granos se conservaron en óptimas condiciones y pudo ser exportada. La exportación repercutió en beneficio de la economía de la nación y fue una buena ayuda para los países necesitados de alimentos. ("El Informe". Junio de 2003).

El Sr. Peralta, oriundo de Sacanta (vivió en un conventillo que estaba ubicado donde actualmente se encuentra la casa de la Sra. Restituta de Sánchez), trabajó como peón en los silos y pos- teriormente ocupó altos cargos en diversas entidades agropecuarias, según testimonio del Sr. Atilio Ribodino.

#### Cooperativa Agrícola Ganadera y de Consumo de Sacanta Ltda.
En el año 1944, un grupo de productores agropecuarios crean la filial de la Federación Agraria Argentina, que funcionó en un local en la calle Belgrano esquina Buenos Aires; en sus comien- zos vendían combustibles y artículos de primera necesidad para el campo y también seguros generales.

Es en el año 1949 que, con un mayor grupo de productores adheridos, se crea dicha cooperativa, que funcionó en el local de Boulevard Mitre 999 (antigua casa Torres, Bertole y Cía.); esta cooperativa era de ramos generales. Fue su primer gerente el Sr. Bernardo Bolatti. Funcionó hasta el año 1987.

#### Cooperativas Tamberas
El 13 de febrero de 1944 se fundó la Cooperativa de Tamberos de la región: "La Pobladora".
En abril de 1944 se funda "La Pulcra" y en agosto de 1946 se creó la cooperativa "La Laguna".

#### Banco de la Provincia de Córdoba Sucursal Sacanta
Con anterioridad a la fundación de este banco, las operaciones bancarias se hacían en Villa del Rosario y posteriormente en Las Varillas.
El Banco Provincia de Córdoba abre sus puertas en Sacanta.el 15 de abril de 1944.

#### Dispensario
Durante la Intendencia del Dr. Raúl Felipe Lucini (año 1945) se fundó el Dispensario Provincial, y él fue su primer Director, sucediéndolo en el cargo, el 9 de mayo de 1948, el Dr. Atilio Tula Soria, nombre que lleva en la actualidad el edificio de la Asistencia Pública Municipal.
Es recién en el año 1955 que se inaugura el edificio propio, en un terreno donado por el Sr. Segundo Piatti.

#### Biblioteca Popular José María Paz
Fue fundada el 6 de abril de 1945. Su inauguración oficial se realizó el 20 de junio del mismo año, y comenzó a funcionar en un viejo local ubicado en el Bv. Mitre (actual propiedad del Sr. Miguel Igarzábal). Dos años más tarde, en 1947, inaugura su sede propia frente a la plaza principal.
En esta institución siempre se receptaron las inquietudes artístico-culturales, inclinándose por el teatro.
Se crea el grupo de teatro vocacional "El Tablado" en el año 1950; también funcionó una peña folklórica llamada "El Estribo".
Las dos últimas puestas en escena fueron justamente contando historias populares: una, "Hacia la Cruz del Sur", contando la historia de los distintos grupos de inmigrantes que llegaron a esta región; y la otra, denominada "Los orígenes de un pueblo", narrando los orígenes de la localidad de Sacanta.
Ambas dirigidas por el Prof. Roberto Papagno.

#### Fábrica de molinos a viento "Natalio Baudo e Hijos"
En marzo de 1945 se inician las actividades de la empresa con el nombre de José y Natalio Baudo.

Se comienza con la fabricación de arados múltiples, implemento para labranza tirado por caballos, ya que existían en la zona muy pocos tractores.

Se fabrican además el recolector de cereales y un modelo de moledora de granos.
En el año1947 se inicia la fabricación de molinos a viento, saliendo las primeras unidades construidas con diferenciales de automóvil.

Esta empresa familiar, que cuenta ya con su tercera generación, tiene cincuenta y cinco años de ininterrumpida trayectoria en el rubro de la agroindustria, con experiencia en otras ramas de la metalurgia (automatización de plantas de fundición).
Fabrica actualmente cinco modelos de molinos y una línea de agro-partes para implementos agrícolas. Actualmente posee tres plantas y es la industria más importante de la localidad.

#### Sacanta Bochin Club
En el año 1954, un grupo de vecinos, sintiendo la necesidad de encontrar un lugar donde practicar su deporte favorito: "el juego de las bochas", se reúnen para concretar la idea, y el Sr. Domingo Docena ofrece un sitio baldío para la construcción del club, comprometiéndose estas personas a abonar el monto de dicho lote cuando se comenzara a recaudar fondos.
El nombre que lo identifica es Sacanta Bochin Club, y el autor del mismo es el Sr. Ramón Casas recordado armero de la localidad.
El 11 de mayo de ese mismo año se inaugura su sede.

#### Instituto Secundario Manuel Belgrano
Debido al incremento de alumnos con intención de seguir los estudios secundarios, se ve la necesidad de crear un Instituto Secundario. La idea fue de la Señora Susana Giambruno, en el año 1958; un año después se reúne un grupo de vecinos con el fin de formar una comisión que se encargaría de realizar las ges- tiones para la creación del mismo. En marzo de 1960 se inaugu- ra el primer año, siendo su Rector el Dr. Adalberto Gioino, quien permaneció en el cargo durante 30 años.
Este establecimiento educativo comenzó a funcionar en las instalaciones de la Escuela Nacional n.º 284; en sus inicios fun- cionaba el turno nocturno.
En el año 1981 la Escuela Nacional cesó sus actividades en el Establecimiento fusionándose con la Escuela Provincial, con- cretándose en 1982 el traspaso a turno diurno.

#### Jardín de Infantes Ituzaingó
El Jardín de Infantes Ituzaingó surgió como una necesidad de la población, ya que hasta la fecha de su creación solo existían jardines particulares.
La Señora Josefa Gionco de Morero, directora de la Escuela Primaria Iuzaingó, junto a integrantes de la Cooperadora inicia el expediente de solicitud, y en el año 1971 se aprueba la creación del mismo. Se toma como fecha de creación y asistencia de docente y alumnos el 15 de abril de 1972. Siendo su primera docente la Srta. Mariza Borra.
Comenzó a funcionar en un aula del mismo colegio y recién en el año1979 inaugura el edificio propio.

#### Centro de Jubilados y Pensionados
Se fundó en el año 1976, por iniciativa de un grupo de jubila- dos, siendo su primer presidente el Sr. Valentín Táppero.
Comenzó a funcionar en casas particulares. En el año 1985, la cooperativa de servicios públicos cedió el edificio de la ex cooperativa telefónica y el 12 de mayo de 1991 se inauguró el edificio propio.
Brinda a los afiliados los servicios de: médico de cabecera de P AMI, enfermería, pedicuría, fisioterapia, etc.

#### Club de Abuelos
Se inició en el año 1978 por idea del Sr. José Murina, quien fuera su primer presidente; en sus comienzos dependía del club de abuelos de Las Varillas; posteriormente se independiza y la Comisión Directiva compra el edificio con ayuda de un subsidio municipal.
Funciona en la casa que perteneció a la Sra. Juana Dall' Ágata, esposa del fundador del pueblo

#### Museo Regional de Sacanta
Se inauguró el 17 de agosto de 1985 y depende del Instituto Secundario Manuel Belgrano. Fue creado por la Doctora
Profesora EIsa Mosconi. Está instalado en la exestación del Ferrocarril Mitre.
Se encuentran en el lugar objetos de uso hogareño y personal, herramientas de trabajo y objetos de piedra pertenecientes a los indígenas que incursionaron en esta región; además cuenta con un importante archivo fotográfico y de documentación.

#### Guardería Municipal "La Hormiguita Viajera"
Se crea en el año 1987. En sus comienzos funcionaba en doble turno y contaba con una docente.
En la actualidad brinda un espacio abierto integral a la niñez en situación de riesgo psicofísico, social y pedagógico. Además, se contribuye allí a la prevención de la desnutrición infantil mediante una dieta equilibrada.
Cuenta con dos docentes y tres auxiliares que asisten a 60 niños de entre 2 y 4 años de edad.

#### Hogar de Ancianos "San Martín de Porres"
En el año 1992, un grupo de personas convocadas por el intendente municipal se reúne con el fin de formar una Comisión a los efectos de hacerse cargo de la administración del hogar de ancianos, cuyo edificio fue construido, en su totalidad, por la municipalidad de Sacanta; se consideran fundadores del mismo a la Municipalidad y a la Parroquia.
Los abuelos internados reciben, además de una alimentación adecuada, los servicios de enfermería permanente, médico, etc.
Hechos importantes del Pueblo
Para el Señor Santiago Gamero, un hecho importante para Sacanta fue cuando se inauguró una de las primeras usinas de la zona, que perteneció al Señor Smeriglio en el año 1923: "se había hecho un tendido de cables pero no funcionó por mucho tiempo".
Pero como a Sacanta le faltaba la magia y la alegría, en este lugar nació el cine en el año 1925; era el cine de los años '20; al compás de la pianola los personajes cobraban vida en blanco y negro, ya no desde las páginas de un libro, sino de la proyección en la pantalla. Era un banquete de magia, ilusión y fantasía.
También para el señor Gamero, un hecho importante fue la instalación del molino harinero Italo-Argentino de los hermanos Mazzola.
Otro acontecimiento que le permitió a Sacanta distinguirse a nivel nacional y también en toda Sudamérica fue cuando el 3 de junio de 1953 se instaló, en la propiedad de Don Otilio Bergero, un equipo productor de gas natural que aprovechaba los residuos rurales, obteniendo el fluido mediante un sistema de fermentación.
Otro hecho que conmocionó a la localidad es el asesinato del Dr. Erasmo Ceballos Araya en el año 1935, mencionado por Delfina Clara e Iride Ferrero.

#### "Fiesta del Pueblo" y otras festividades
El día de la fiesta del pueblo se decía Misa, se realizaba una Procesión con los Santos: San Antonio, San Miguel, Corpus Christi, San José, y para Semana Santa: Jesucristo, la Virgen Dolorosa y la Custodia y un baile a la tarde cita en el cual tocaba la Banda del Pueblo o Bandas de Pueblos vecinos.
Se salía con el Santo a recorrer el pueblo, acompañaban la banda y los feligreses; en cada negocio paraban y la Banda toca- ba una pieza, los dueños de los negocios invitaban con una copa, también se hacía esto en las casas de las autoridades, y así se recorría todo el pueblo.
El baile empezaba alrededor de las 20 y terminaba a las 24, cuando daban la señal del corte de luz, y ésta se cortaba a las 0:30 h.
Para las fiestas del Pueblo se hacían "retretas".
Los domingos por la mañana se realizaban carreras de caballos y carreras de autos.
Fiestas en el Monte de Romano
Según datos suministrados por el Señor Fernando Romano, este monte en el año 1805 ya existía y se llamaba "Los Moyes"; estaba formado por algarrobos, moyes, talas y espinillos. En la actualidad solamente quedan algarrobos y talas.
La costumbre, en las primeras décadas del pueblo, era realizar la fiesta de la primavera, de Navidad y de Año Nuevo con un pícnic a la canasta; se armaban grandes bailes y milon- gas; carreras cuadreras y posteriormente domas.
Cabe destacar que cruzaba por esta zona del monte un camino denominado "El carril de los Santiagueños", ya que estos lo utilizaban para dirigirse a Santa Fe a recolectar el maíz; venían en carros, en burros, trayendo mercancías típicas (arrope, mantas, cueros) para vender en aquella provincia, y a la vuelta pernoctaban en la isleta de Los Moyes (conocida en la actualidad como Monte de Romano).
Bailes
El baile de San José se hacía en "Pabellones" (especie de carpas con piso de madera, con una pista redonda). Se armaban en un sitio baldío (actualmente propiedad del Dr. Adalberto Gioino); enfrente había un bar del Señor Quinto Pesci.
Las mujeres se quedaban paradas delante de las madres, que se sentaban en bancos, y los hombres se quedaban parados en el centro, se colocaban un pañuelo blanco en la mano para invitar a la dama a bailar.
Después lo colocaban en la espalda para no ensuciar la ropa.
Los hombres hacían seña desde el centro de la pista, o si conocían a la dama se acercaban a ella.
Tocaban bandas de música, como por ejemplo "Santa Cecilia" de Córdoba, después la banda local. Posteriormente se hacían en los galpones del ferrocarril, en el salón del cine, en la pista del club (no estaba construido el salón).
Los bailes se hacían en las siguientes fechas: carnaval, Pascua, 25 de Mayo, 9 de Julio, Fiestas Patronales, Navidad, Año Nuevo y Reyes.

### Testimonios aborígenes
La zona de Sacanta no registra asentamientos permanentes de pueblos indígenas, habiendo sido, aparentemente, solo un lugar de cacería y recolección de vegetales debido a la ausencia de una corriente de agua.
Por aquí incursionaron los Sanavirones, y según Carlos Luque Colombres "ocho familias provenientes de los Valles Calchaquíes, fueron traídas y ubicadas en la zona de Villa del Rosario, al ser dados en encomienda al maestre de campo Jerónimo de Funes y Ludueña en 1667".
Mudos testigos de la presencia de los aborígenes son elementos de piedra (boleadoras, conanas, morteros y hachas) desen- terrados por los primeros colonos al roturar la tierra para la labranza (se conservan hoy en Museo Regional Sacanta).
```
Toponimia, Origen del nombre
```

Quedó registrada también la presencia de los indígenas en la leyenda: "La Isleta del Indio Blanco"; este indio asaltaba las dili- gencias que se dirigían desde Córdoba a Buenos Aires en la zona de Villa María, y para evitar las milicias se refugiaba en una isleta ubicada a 7 kilómetros al oeste de Sacanta, dándole así nombre al lugar que se conoce como "La Isleta del Indio Blanco".
Existen varias interpretaciones en cuanto al significado del vocablo Sacanta.
Vidal Ferreira Videla, en "Anales del Departamento Río Segundo", refiriéndose a Sacanta dice que significa "nombre del lugar".
Udaondo dice que Sacanta proviene de la lengua sanavirona.
Según él toma el nombre de una Cañada. La traducción de los vocablos indígenas significarían peña y pesa.
El Maestro Carlos Scalambro, residente del lugar, tiene la convicción de que la palabra Sacanta se relaciona con monte y laguna, ya que en la Estancia Sacanta, conocida desde hace muchos años, hay una laguna y montes.
Rastreo acerca del origen de Sacanta
Es importante destacar que antes de la formación de Sacanta ya existían parajes en la zona como: Corral de Mulas, El Descanso, Villa de Tránsito, El Arenal, San Agustín, Colonia General Deheza, etc.
Las primeras referencias documentadas sobre nuestro pueblo datan de comienzos del siglo XIX; aproximadamente en el año 1813 existía un oratorio, hoy conocido con el nombre de
```
San Agustín, distante 15 kilómetros del actual emplazamiento de Sacanta.
```

Un hecho trascendente es la visita del orador de la Constitución, el Obispo Fray Mamerto Esquiú, quien, según Manuel Gálvez en "Vida de Fray Mamerto Esquiú", en noviembre de 1882 decía misas, confirmaba, daba la comunión y predicaba una misión en el paraje Sacanta (hoy San Agustín); y Armando Raúl Bazán en "Esquiú Apóstol y Ciudadano", MC, 1996, pág. 209, dice que Esquiú realiza una visita pastoral de varios días en Sacanta, y recala después en la Parroquia de Villa Concepción del Tío.
Por otra parte, en el año 1814, según el Archivo Histórico de la Provincia de Córdoba, sección Gobierno, tomo 41, carpeta 2, folio 107, un grupo de criollos realiza un donativo desde Sacanta para el auxilio del ejército del Alto Perú del año 1814, encabeza- dos por el Juez Comisionado del Partido de Sacanta, Don Josef María Albarez, sumando treinta caballos y cuatro mulas. Si bien la Pedanía Sacanta todavía no existía con ese nombre, esto hace suponer que ya recibía esa denominación.
En los libros de bautismos del siglo XVIII y XIX aparecen los nombres de capillas y oratorios ubicados en el Curato de Río Segundo (creado en 1598 a instancias del Obispo Fray Fernando de Trejo y Sanabria); entre ellos se menciona el "Oratorio de Belén de Sacanta", según consta en el archivo del Arzobispado de Córdoba: Parroquia de Villa del Rosario, bautismo libro 2 (1760-792) Y libro 6 (1812-1824).
Luego de la fundación de Villa Real del Rosario (hoy Villa del Rosario) en 1795, mediante "denuncias" se procedió a la recu- peración de tierras de poblados, una de las cuales corresponde a la Pedanía Sacanta, perteneciente al Departamento Río Segundo (Celton, Dora E. "Notas para la historia de Villa del Rosario", Instituto de Estudios Americanistas, UNC, 1981, página 6).
```
En 1813, la población en el Departamento Río Segundo arro- ja un total de 5675 personas; Sacanta es una de las decenas de parajes censados.
```

En 1859 se erige el Departamento San Justo, subdividido en tres pedanías: Concepción, Arroyito y San Francisco.
Diez años después, el 9 de abril de 1869, siguiendo una línea trazada desde el límite oeste y pasando por las tierras de Manuel Ulloa, Justo Mayorga y los Parajes de Montes de los Álvarez, Sacanta, Pozo de los Morteros, Corral de Ignacio Chico, La Mala Cara, Las Averías, el Mangrullo y llegando al límite este del Departamento, queda conformada al sur la pedanía de Sacanta, y al norte la pedanía Arroyito.
Muchos de los inmigrantes que llegaron al Puerto de Buenos Aires fueron destinados a Rosario y a Santa Fe, fundando en San Carlos Centro la Primera Colonia Piemontesa, y con la esperan- za de "hacerse la América" se aventuraban y venían por San Francisco a la zona de Sacanta, adquiriendo lotes a los que desmontaban para luego realizar la labranza de la tierra.
Posteriormente, la documentación nos lleva al 20 de mayo de 1896; los Señores Julio Deheza y Seferino de la Lastra solicitan autorización al Gobierno para mensurar Colonia General Deheza, Pedanía San Francisco y Sacanta, paraje Los Molles, trabajo que realizó el perito agrimensor Don Aureliano Boredereau. Esta mensura fue aprobada el 8 de junio de 1896 por decreto n.º 065 del Departamento de Hacienda y se encuen- tra en el libro San Justo 22-23, expediente 22, del año 1900.
El Patrono de Colonia General Deheza es Santiago Apóstol (conocido como San Yaco), cuya imagen fue traída en el mismo año, 1896, desde Santiago de Compostela (España) por un viejo parroquiano de origen español que vivía en la Colonia; esta ima- gen estaba en custodia en la casa del Señor Antonio Colomé, y se sacaba únicamente para la Procesión el día 25 de julio, fecha en que se celebraba el Festejo Patronal.
```
En el año 1895, el gobierno de la Provincia de Córdoba, a efectos de colonizar las tierras, mediante una regalía le otorga a Julio Deheza y Seferino de la Lastra una gran extensión de terreno, aproximadamente 20.000 has., quienes, pasado un determinado tiempo, venden una parcela al Señor Tomás Racca de Cañada Rosquín, y este, a su vez, el io de abril de 1905, mediante escritura 73, vende al Sr. Felipe Romano 400 has. y al Sr. Lorenzo Piatti 1137 has.
```

En el año 1900 existió un proyecto del gobierno provincial para la construcción de una escuela en San Agustín, que, aunque no se llevó a cabo, deja demostrado que en esa fecha se designa con dicho nombre al pueblo.
El nombre de Sacanta fue tomado con posterioridad por la localidad homónima.
Don Miguel Ferrero llega con su familia en el año 1904, y adquiere el lote n.º 19 de la Colonia General Deheza. Muere en el año 1910 a causa de la viruela negra, pocos meses después de formado el pueblo.
Otra de las familias pioneras fue la de Francisco Crosetti, que llegó a Sacanta el 14 de marzo de 1913 junto a su esposa y sus hijos Teresa, José e Isabel, afincándose en el lote n.º 20 de la Colonia General Deheza, propiedad de José Crosetti, padre de Francisco.
"Vinimos en una volanta tirada con tres caballos desde Cañada Rosquín y fuimos a vivir a la casa que hoy está detrás del Sportivo Club Sacanta", según testimonio de Isabel Crosetti.
Años más tarde se trazaron las calles y se lotearon las man- zanas, quedando de esta manera conformado el Barrio San José, tomando el nombre en honor al Señor José Crosetti.
Los dueños de los terrenos del barrio San Roque, antigua- mente denominado barrio Sur, eran Bertolé y Cía. y Sánchez
```
Hnos. Torres, Bertolé y Cía. tuvieron un negocio de ramos generales en el mismo edificio donde después funcionó la cooperativa agrícola; Sánchez Hnos. tuvieron un negocio de ramos generales y corralón en el barrio sur, y en la década del '40 se trasladaron al edificio ubicado enfrente de la estación de tren.
```

El Sr. Segundo Sánchez tenía un aserradero donde fabricaban adoquines y pisos parquet, que se enviaban a Buenos Aires por el tren de carga. Este aserradero, posteriormente, fue vendido al señor Juan Expósito.
Con el paso del ferrocarril, los habitantes de Colonia General Deheza esperaban que el progreso que traía aparejado el mismo permitiría el crecimiento de dicha Colonia, ya que facilitaría la comunicación y el transporte de los productos obtenidos del campo.
Este ramal que uniría Villa del Rosario con Las Rosas, Provincia de Santa Fe, fue desviado desde su origen, pasando por la localidad de Sacanta, distante 4 kilómetros de la Colonia. Debido a este hecho trascendente y a la inundación de 1914 de la Colonia General Deheza emigraron gran cantidad de habitantes a la localidad de Sacanta.

### Nómina de Intendentes y Comisionados municipales[1]
- Juan TESTA - 1930
- Bernardino MORERO - 1930-1936
- Miguel BARONETTO - 1936
- Lorenzo MARTOGLIO - 1936
- Bernardino MORERO - 1936-1940
- Juan AUFERIL - 1940-1944
- Raúl Lucini - 1944-1945
- Pedro PICCA - 1945
- Eduardo VIEULLES - 1945-1946
- Bernardo BOLATTI - 1946-1955
- Roberto A. RAMACCIONI - 1955 (Interventor)
- Antonio BELTRAMONE - 1955-1958
- Atilio TULA SORIA - 1958-1960
- Rogaciano FERREYRA - 1960
- Roque J. F. AUDISIO - 1960-1963
- Alberto S. ROMANO - 1963-1973
- Rubén C. POLO - 1973-1983
- Nerio J. M. CHIABRANDO - 1983-1987
- Rubén C. POLO - 1987-1995
- Carlos M. VIVENZA - 1995-1999
- Oscar J. CARRERAS - 1999-2003
- Ovidio M. ALBERIONE - 2003-2011
- Adrián S. CUCHETTI - 2011-2015
- Daniel G. GARNERO - 2015-2023

## Economía
La principal actividad económica es la agricultura seguida por ganadería, siendo los principales cultivos la soja y el maíz.
La producción láctea también tienen relevancia en la economía local, aunque con el tiempo y por condiciones favorables para la agricultura en desmedro por la lechería, esta última se va reduciendo.

### Población
Cuenta con 3117 habitantes (Indec, 2010), lo que representa un incremento del 11,9 % frente a los 2791 habitantes (Indec, 2001) del censo anterior.
| Gráfica de evolución demográfica de Sacanta entre 1991 y 2010 |
|                                                               |
| Fuente: Censos nacionales del INDEC                           |

## Parroquias de la Iglesia católica en Sacanta
| Diócesis  | San Francisco       |
| --------- | ------------------- |
| Parroquia | San Miguel Arcángel |